# Ноктюрны (опус 9, Шопен)

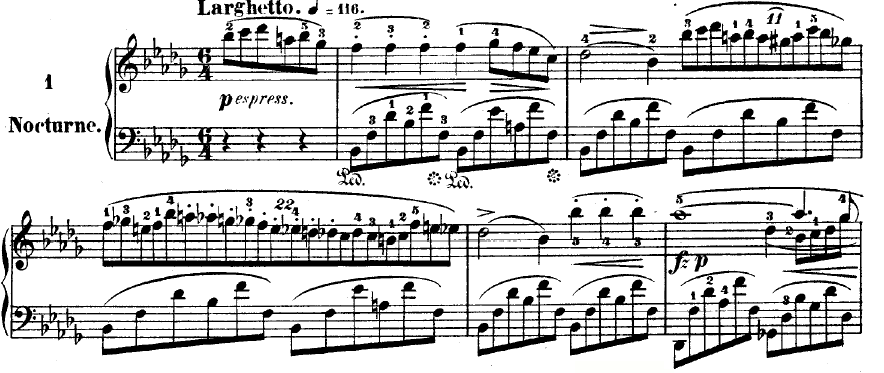
Начало первого ноктюрна Шопена

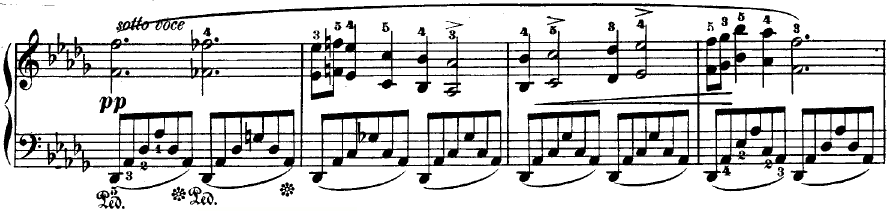
Продолжение первого ноктюрна

Опус 9 включает в себя три ноктюрна, написанных Фридериком Шопеном в период с 1830 по 1832 год. Пьесы были опубликованы в 1832 году и посвящены мадам Мари Плейель. 

## Ноктюрн в си-бемоль миноре, оп. 9, №1
Написан в 1830 году. 
Этот ноктюрн имеет ритмическую свободу, что стало характерно для других произведений Шопена. Левая рука играет непрерывную последовательность восьмых нот по принципу арпеджио, а в правой руке встречаются половинные, четвертные и восьмые ноты.
Начало ноктюрна перетекает в середину, которая состоит из семнадцати интервалов — октав и секст. Третья часть является повторением первой, в конце звучит пикардийская терция.

## Ноктюрн в ми-бемоль мажоре, оп. 9, №2
Шопен сочинил один из своих самых известных ноктюрнов — оп. 9, № 2 — в 1830 году.
Ноктюрн имеет простую двухчастную форму (А, А, В, А, В, А) с кодой (C). В первой части левая рука играет однотипно, в правой нет аккордов и интервалов. Части A и B становятся более украшенными с каждым повторением. В предпоследней части имеется более значительная ритмическая свобода — она играется senza tempo — без темпа. Ноктюрн в ми-бемоль мажор начинается мелодией легато, в основном играется тихо (piano). Размер аккомпанемента — 12/8, который разделён на 4 части, по 3 ровных аккорда каждая.
|  |  |

## Ноктюрн в си мажоре, оп. 9, №3
Написан в 1832 году. 

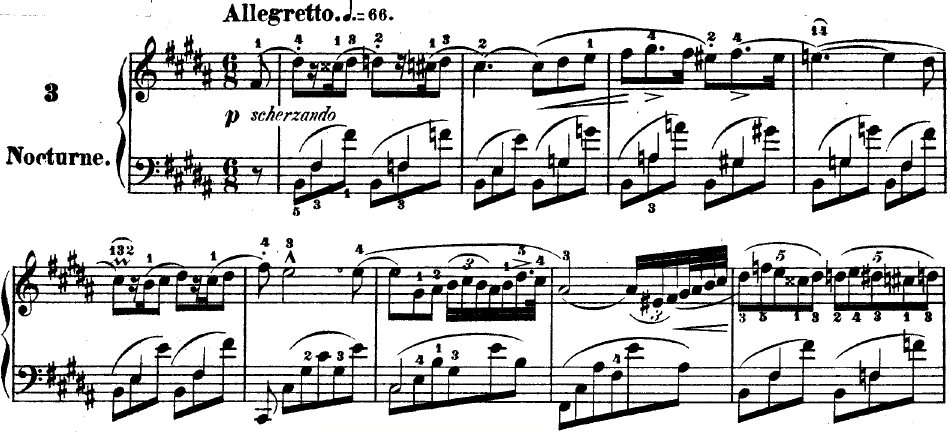
Ноты 3 ноктюрна

Имеет простую трёхчастную форму (A, B, A). Первая часть играется в темпе allegretto. Вторая часть играется agitato в ми миноре. Она имеет драматический характер. Для правой руки написаны виртуозные комбинации нот, для левой — арпеджио из восьмых нот. Последняя часть играется без темпа (senza tempo).